# Wilhelm G.F. Roscher
Wilhelm Georg Friedrich Roscher (Hannover, 21 ottobre 1817 – Lipsia, 4 giugno 1894) è stato uno storico ed economista tedesco, considerato il fondatore della corrente di pensiero economico chiamata la scuola storica tedesca.

## Biografia
Roscher studiò economia a Gottinga e a Berlino, ottenendo quindi una cattedra a Gottinga nel 1844 e successivamente a Lipsia nel 1848. 
I principi fondamentali della scuola storica tedesca, fatti risalire a Roscher,  sono datati al suo Grundriss zu Vorlesungen über die Staatswirtschaft nach geschichtlicher Methode (1843).  Politicamente, Roscher rimase fedele al liberalismo di Friedrich Christoph Dahlmann, che abiurò la rivoluzione e l'anarchia ma favorì le riforme nel contesto di una monarchia costituzionale.  L'economia storica è iniziata come mezzo per adattare il pensiero e la pratica liberali alle realtà della questione sociale, vale a dire: cosa si dovrebbe fare per le conseguenze della modernizzazione economica e le classi sfollate o sfruttate dalle nuove industrie. 
Roscher ha cercato di stabilire le leggi dello sviluppo economico usando il metodo storico dall'investigazione di storie legali, politiche, culturali e altri aspetti. Sviluppò una teoria ciclica in cui le nazioni e le loro economie attraversano la giovinezza, la virilità e il decadimento senile: "Il metodo di una scienza ha un significato maggiore di gran lunga rispetto a qualsiasi singola scoperta, per quanto sorprendente possa essere il futuro".  Ciò era in diretto contrasto con l'economia tradizionale inglese che credeva che i principi di una scienza fossero esposti solo molto tempo dopo aver adempiuto ai propri doveri. 
Questo breve studio fu successivamente ampliato nel suo grande System der Volkswirthschaft, pubblicato in cinque volumi tra il 1854 e il 1894. La sua Geschichte der Nationalökonomie in Deutschland (1874) è un'altra opera monumentale. 
Nel 1842 pubblicò anche un eccellente commento sulla vita e le opere di Tucidide.  Nel 1847 fu il primo ad usare il termine "assolutismo illuminato" sul tipo di monarchia assoluta influenzata dalla filosofia contemporanea che si è evoluta nel XVIII secolo. 
Considerato da Karl Marx un tipico rappresentante dell'economia volgare tedesca, è citato più volte nel primo libro de "Il Capitale" come incapace di comprendere alcune evidenze del sistema produttivo capitalistico. 
Nel 1857 fu pubblicato il suo Zur Geschichte der Englischen Volkswirthschaftslehre im sechzehnten und siebzehnten Jahrhundert (Sulla storia dell'economia politica inglese nel XVI e XVII secolo). Nel 1870, fu eletto membro straniero dell'Accademia reale svedese delle scienze. 
Roscher morì nel 1894 a Lipsia.  Lo studioso classico Wilhelm Heinrich Roscher (1845-1923) era suo figlio.